# Rattalamp
Rattalamp är en sjö i Torsby kommun i Värmland och ingår i Göta älvs huvudavrinningsområde. Sjön har en area på 0,0477 kvadratkilometer och ligger 331,2 meter över havet.

## Delavrinningsområde
Rattalamp ingår i det delavrinningsområde (667443-132108) som SMHI kallar för Inloppet i Hötjärn. Medelhöjden är 412 meter över havet och ytan är 18,23 kvadratkilometer. Det finns inga avrinningsområden uppströms utan avrinningsområdet är högsta punkten. Vaggeälven (Kivilampälven) som avvattnar avrinningsområdet har biflödesordning 3, vilket innebär att vattnet flödar genom totalt 3 vattendrag innan det når havet efter 370 kilometer. Avrinningsområdet består mestadels av skog (75 procent) och sankmarker (19 procent). Avrinningsområdet har 0,16 kvadratkilometer vattenytor vilket ger det en sjöprocent på 0,9 procent.